# What Is Love?
What Is Love? – piąty minialbum południowokoreańskiej grupy Twice, wydany 9 kwietnia 2018 roku przez JYP Entertainment i dystrybuowany przez Iriver. Płytę promował singel o tym samym tytule. Został wydany ponownie pod nowym tytułem Summer Nights.
Minialbum sprzedał się w nakładzie 361 910 egzemplarzy w Korei Południowej (stan na marzec 2019 r.) i 55 312 w Japonii (według Oricon). Zdobył certyfikat Platinum w kategorii albumów.

## Lista utworów
| CD | CD              | CD                        | CD | CD | CD      |
| Nr | Tytuł utworu    | Tekst                     | Kompozycja | Aranżacja | Długość |
| -- | --------------- | ------------------------- | --- | --- | ------- |
| 1. | „What Is Love?” | J.Y. Park "The Asiansoul" | J.Y. Park "The Asiansoul"                                                                                           | Lee Woo-min "collapsedone"                                                                                          | 3:28    |
| 2. | „Sweet Talker”  | Jeongyeon, Chaeyoung      | Erik Lidbom, MLC, Julie Yu                                                                                          | Erik Lidbom for Hitfire Production                                                                                  | 3:27    |
| 3. | „Ho!”           | Jihyo                     | Micky Blue, The Elev3n, Joren Van Der Voort                                                                         | The Elev3n | 3:09    |
| 4. | „Dejavu”        | Chloe                     | Hayley Aitken, Jan Hallvard Larsen, Eirik Johansen, Anne Judith Stokke Wik, Ronny Vidar Svendsen, Nermin Harambašić | Hayley Aitken, Jan Hallvard Larsen, Eirik Johansen, Anne Judith Stokke Wik, Ronny Vidar Svendsen, Nermin Harambašić | 3:16    |
| 5. | „Say Yes”       | Monotree                  | Monotree | Monotree | 3:02    |
| 6. | „Stuck”         | Galactika                 | Frants, Valeria Del Prete, Sean Alexander                                                                           | Frants, Avenue 52                                                                                                   | 3:38    |

## Notowania
| Lista                     | Pozycja |
| ------------------------- | ------- |
| Gaon Weekly Album Chart   | 2       |
| Gaon Yearly Album Chart   | 10      |
| Oricon Weekly Album Chart | 2       |
| Billboard World Albums    | 3       |
| Five Music (Tajwan)       | 1       |